# Латинські відзнаки
Латинські відзнаки є фразами латиною, що вказують на високий рівень академічної успішності.
Найчастіше виділяють три типи латинських відзнак (у порядку зростання успішності):
- лат. cum laude (кум ляуде, «похвально»);
- magna cum laude (маґна кум ляуде, «дуже похвально»);
- summa cum laude (сумма кум ляуде, «надзвичайно похвально»).

Зазвичай рівень успішності зазначається в дипломі. Щодо таких відзнак, як заведено, навчальний заклад має чіткі зафіксовані в статуті правила.
Латинські відзнаки були запроваджені 1881 року[джерело?] в Англії, а згодом розповсюдились і в США.